# الانتورای
الانتورای (به انگلیسی: Alanthurai) یک منطقهٔ مسکونی در هند است که در تامیل نادو واقع شده‌است.

## خصوصیات
الانتورای ۷٬۱۷۳ نفر جمعیت دارد.